# Цирк у повітрі
«Цирк у повітрі» (англ. The Air Circus) — драма режисерів Говарда Гоукса та Луї Сейлора, яка вийшла у 1928 році.

## Сюжет
Двоє молодих хлопців, "Швидкий" Дуліт та Бадді Блейк, переїжджають на захід, щоб стати пілотами. Там вони зустрічають досвідченого авіатора у льотній школі в місцевому аеропорту.

## У ролях
- Артур Лейк — "Швидкий" Дуліт
- Сью Керол — Сью Меррік
- Девід Роллінз — Бадді Блейк
- Луїза Дрессер — Місіс Блейк